# Regensburger Dult

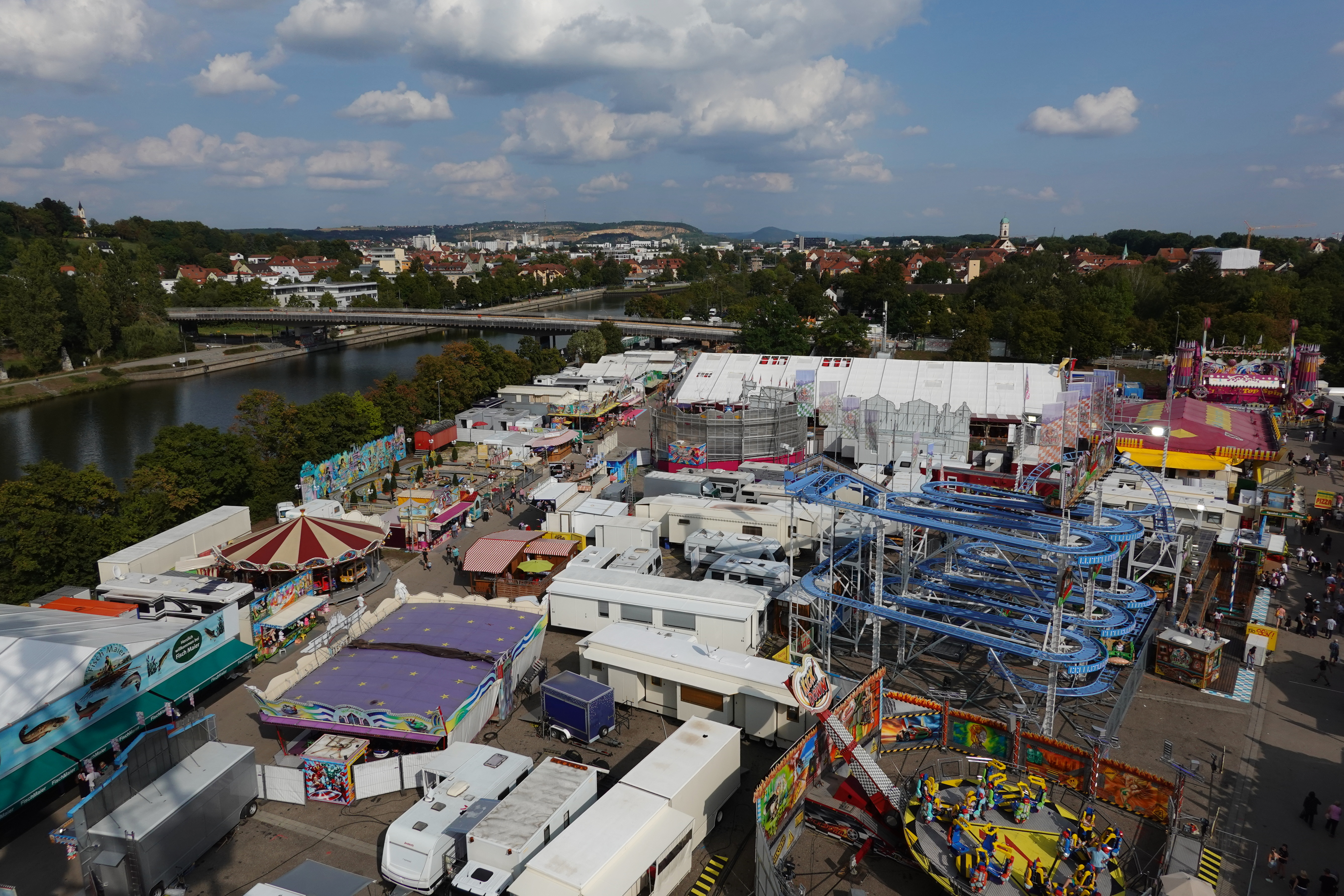
Dultgelände in Stadtamhof

Die Regensburger Dult ist ein traditioneller Jahrmarkt im Regensburger Stadtbezirk Stadtamhof. Die Dult findet zweimal jährlich, jeweils als Mai- und Herbstdult statt.

## Geschichte

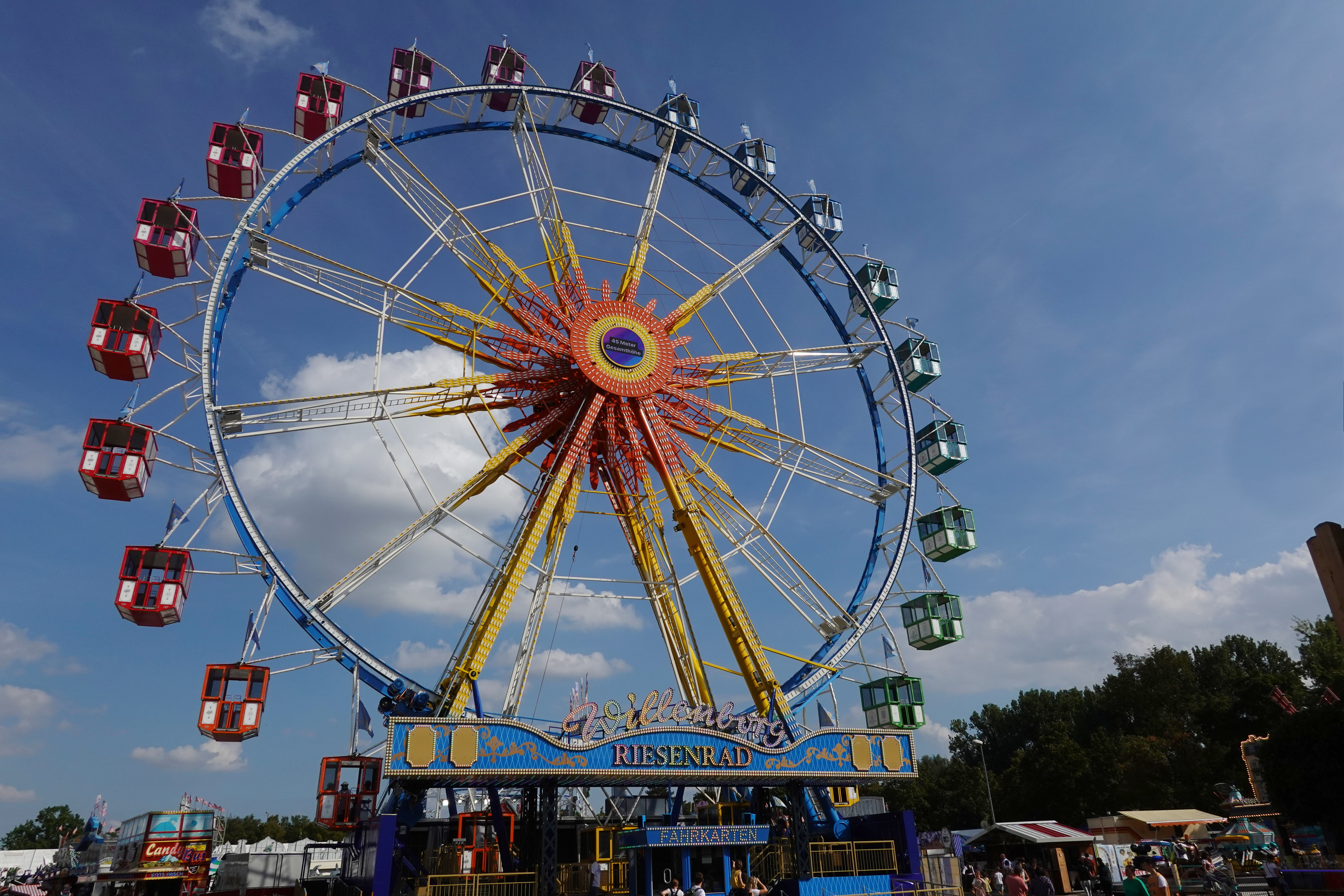
Riesenrad auf der Herbstdult (2022)

Jahrmärkte und Dulten entstanden im frühen Mittelalter, als das Bedürfnis zum Austausch von Waren groß wurde. Die Zeiten, an denen sie in Regensburg stattfanden, richteten sich nach den Wallfahrten zu Gräbern der städtischen Heiligen Sankt Erhard und Sankt Emmeram und nach den Kirchweihfesten.

### Dult in Regensburg
Um 1800 wurde die Abhaltung der Jahrmärkte in Regensburg etwas verändert. Beibehalten wurden zwei Termine im Herbst und im Frühjahr, die den Terminen der Messen im Mittelalter entsprachen. Die Stände, die dabei aufgestellt wurden, erreichten 1808 die beachtliche Zahl von 148. Diese Jahrmärkte wurden von Kaufleuten und Herstellern aus der nächsten Umgebung, aber auch aus der Schweiz, aus Böhmen, Nürnberg, München oder Augsburg beschickt. Sogar ein Holzuhrmacher aus dem Schwarzwald bot hier seine Waren an. Diese beiden Regensburger Dulten wurden im 19. Jahrhundert noch lange regelmäßig weitergeführt, und zwar zum Weißen Sonntag und am Samstag vor Michaeli (29. September). Die Zeiten decken sich somit genau mit denen der Frühjahrs- und Herbstmessen des mittelalterlichen Regensburg. Hauptsächlich wurden sie jetzt am Neupfarrplatz veranstaltet, weiterhin entlang der Residenzstraße, auf dem Domplatz und dem Krauterermarkt.
Die Stände stellte die Stadt selbst zur Verfügung. Für die Unterhaltung der Gäste und Kinder sorgten die Spielbuden und Karusselle auf dem Kornmarkt.
Warum diese beiden Jahrmärkte plötzlich aufgehoben wurden, lässt sich nur aus den Akten erschließen. 1871 bezeichnete nämlich der damalige erste Regensburger Bürgermeister Oscar von Stobäus in einem Antrag die Dulten als „längst überlebt und heutzutage überhaupt eine mindestens überflüssige Einrichtung namentlich in den größeren Städten“. Er, der neue Bürgermeister, war offensichtlich moderner als seine Zeit eingestellt, denn es bedurfte noch mehrerer Bemühungen, bis 1875 Stadtmagistrat und Gemeindebevollmächtigte die Aufhebung der Dulten beschlossen. Entscheidend für den Beschluss der Regensburger Stadtväter war, dass die Stadt selbst keine Gewinne aus den Dulten erzielen konnte.

### Dult in Stadtamhof

Regensburger Maidult am Abend (2005)

Auch die Dult in Stadtamhof hat eine längere Vorgeschichte als bisher angenommen. 1389 erhielt Stadtamhof ein Privileg vom bayerischen Herzog für einen Wochenmarkt und für zwei Jahrmärkte. Damit sollte offensichtlich dem Ort nach den Zerstörungen des Städtekrieges geholfen werden.
Nach der Aufhebung der beiden Regensburger Jahrmärkte nahm die Dult in Stadtamhof noch einen viel stärkeren Aufschwung. Schon der Umkreis ihrer Besucher von Velburg bis Roding oder Straubing verdeutlicht dies. Dabei wurde nicht nur das Gelände am Protzenweiher als Dultplatz benützt, sondern auch die Hauptstraße von Stadtamhof in den Jahrmarkt einbezogen. Auch dort wurden, wie sich ältere Besucher noch erinnern können, die Stände der Händler aufgestellt.
Dass auch der damalige Stadtrat von Regensburg diesem großen Volksfest eine besondere Bedeutung beimaß, ist schon daraus ersichtlich, dass er sehr bald nach der Eingemeindung von Stadtamhof 1924 eine neue Dultordnung erließ.
1972 zog die Dult – bedingt durch den Kanalbau – auf das jetzige Veranstaltungsgelände um.

### Rezeption der Dult im Biedermeier

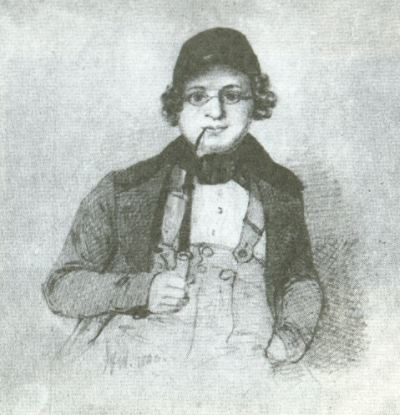
Eduard Mörike, Bleistiftzeichnung von Josef Wagner, 1840

Aus der Biedermeierzeit gibt es eine Beschreibung der Dult von Eduard Mörike, der sich vom September bis zum vierten Advent 1850 auf dem Schloss Pürkelgut aufhielt, wo sein Bruder Louis Verwalter war. Zu den zahlreichen Erkundungen des Regensburger Lebens gehört auch die Schilderung eines Dultbesuchs in einem Brief an seine Braut Margarethe Speeth vom 15. Oktober 1850. Neben Guckkästen und Prospekten, vor welchen sich allerlei kleine Figuren, Menschen u. Thiere, Eilwagen, Dampfschiffe u. Gondeln mehr oder weniger natürlich vorüberbewegten, hebt Mörike ein großes Panorama der Völkerschlacht bei Leipzig mit Napoleon und seinen Generälen im Vordergrund hervor. Detailliert schildert er den Verlauf der „Dultmerkwürdigkeiten“ und ihre Wirkung auf seinen Neffen, den kleinen Eduard: Man saß während der Vorstellungen im Dunkeln, in den Zwischenakten erschienen einige Lampen; wir hatten unsre Plätze vorn, unmittelbar hinter den Musikern, außen ging der Wind so stark, daß sich der Theatervorhang manchmal gegen uns herausblähte und das Glöckchen schüttelte. Den Schluß machte ein Prachtstück des Bombardement von Antwerpen, wobei mit Bomben Granaten u. Raketen dermaßen gelärmt wurde, daß der kleine Ed. ein übers andre mal sagte: Darf man sich da nicht fürchten? ist es noch nicht bald aus? – Beim Herausgehn rochen wir sämmtlich nach Pulver u. Schwefel. Das „Regensburger Tagblatt“ hebt in seinen September- und Oktober-Ausgaben von 1850 neben dem Panorama als Attraktion ein Anatomisches Kabinett mit Natur- und Wachspräparaten hervor, außerdem annoncierte ein Theatre pittoresque oder Welt-Theater (…), Vorstellungen in 3 Abtheilungen: 1. Abtheilung Ansicht von Venedig. 2. Interlaken (Schweizerlandschaft). 3. Die Enthüllung der Bavaria. 4. Ein mechanisches Ballet und Metamorphosen. 5. Brand von Moskau.

### Ehem. Walhallabahn
Der Regensburger Dultplatz war bis 1933 Haltepunkt der schmalspurigen Walhallabahn zwischen Regensburg und Wörth an der Donau.